# Przystronie (stacja kolejowa)
Przystronie – nieczynna wąskotorowa stacja kolejowa w Przystroniu, w gminie Sompolno, w powiecie konińskim w województwie wielkopolskim, w Polsce. Została wybudowana w 1914 roku przez okupacyjne władze niemieckie.